# EPrix de Punta del Este 2014
GP précédent GP suivant
L'ePrix de Punta del Este 2014 (2014 FIA Formula E Julius Baer Punta del Este ePrix), disputé le 13 décembre 2014 sur le circuit urbain de Punta del Este, est la troisième manche de l'histoire du championnat de Formule E FIA. Il s'agit de la première édition de l'ePrix de Punta del Este comptant pour le championnat de Formule E et de la troisième manche du championnat 2014-2015.

## Essais libres

### Première séance
| Pos. | Pilote            | Voiture        | Chrono         | Écart     |
| ---- | ----------------- | -------------- | -------------- | --------- |
| 1    | Nicolas Prost     | e.dams-Renault | 1 min 16 s 696 |           |
| 2    | Daniel Abt        | Audi Sport ABT | 1 min 16 s 828 | + 0 s 132 |
| 3    | Jérôme d'Ambrosio | Dragon Racing  | 1 min 16 s 959 | + 0 s 263 |
| 4    | Sébastien Buemi   | e.dams-Renault | 1 min 17 s 192 | + 0 s 496 |
| 5    | Stéphane Sarrazin | Venturi        | 1 min 17 s 222 | + 0 s 526 |
| 6    | Jean-Éric Vergne  | Andretti       | 1 min 17 s 395 | + 0 s 699 |

### Deuxième séance

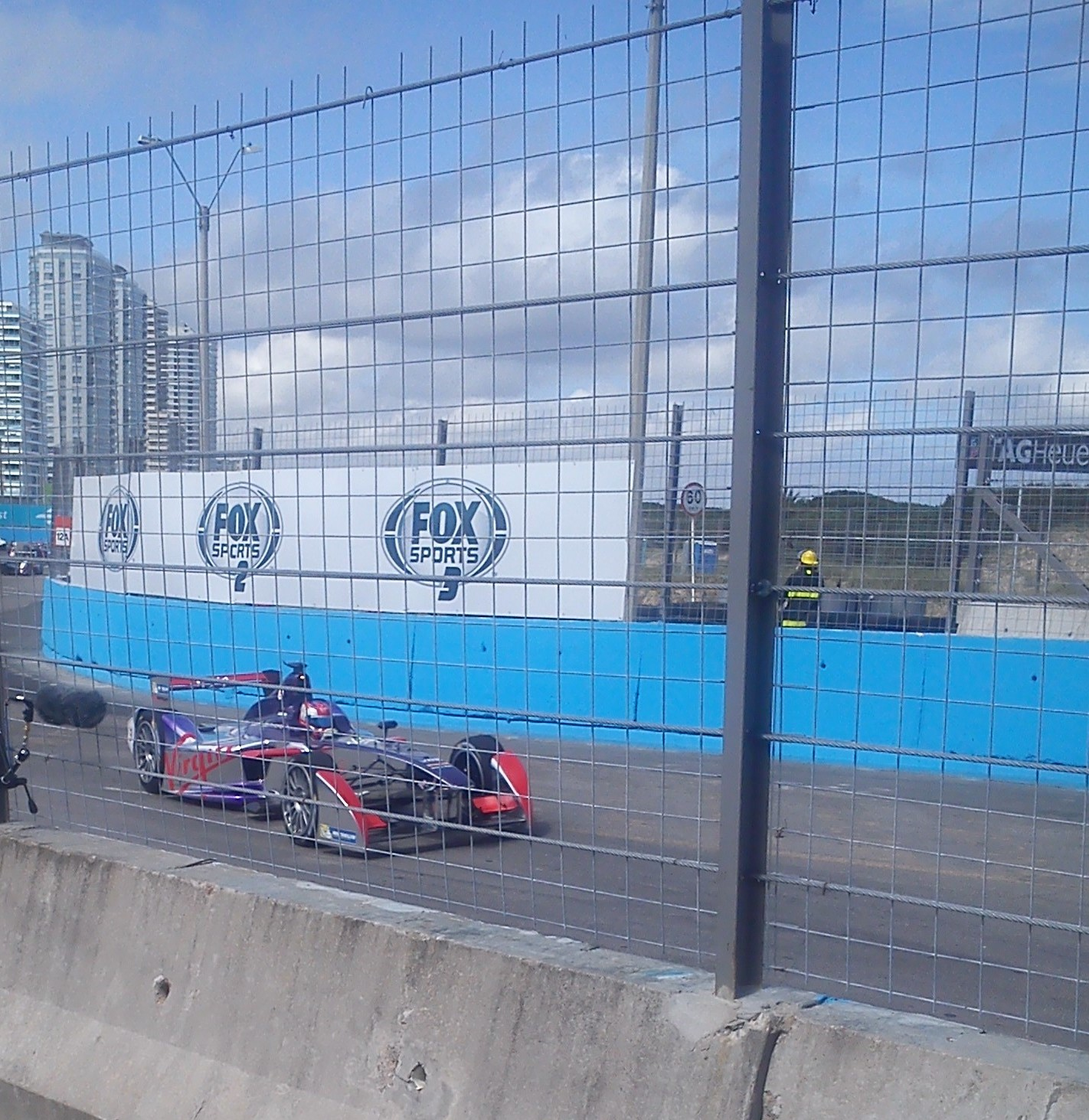
Jaime Alguersuari réalise le meilleur temps de la deuxième séance d'essais libres.

| Pos. | Pilote            | Voiture        | Chrono         | Écart     |
| ---- | ----------------- | -------------- | -------------- | --------- |
| 1    | Jaime Alguersuari | Virgin Racing  | 1 min 15 s 930 |           |
| 2    | Lucas di Grassi   | Audi Sport ABT | 1 min 16 s 075 | + 0 s 335 |
| 3    | Stéphane Sarrazin | Venturi        | 1 min 16 s 548 | + 0 s 618 |
| 4    | Nicolas Prost     | e.dams-Renault | 1 min 16 s 548 | + 0 s 618 |
| 5    | Sébastien Buemi   | e.dams-Renault | 1 min 16 s 600 | + 0 s 670 |
| 6    | Nelsinho Piquet   | China Racing   | 1 min 16 s 689 | + 0 s 759 |

## Qualifications
| Pos. | Pilote                 | Écurie          | Chrono         | Écart     | Grille |
| ---- | ---------------------- | --------------- | -------------- | --------- | ------ |
| 1    | Jean-Éric Vergne       | Andretti        | 1 min 15 s 408 |           | 1      |
| 2    | Nelsinho Piquet        | China Racing    | 1 min 15 s 530 | + 0 s 122 | 2      |
| 3    | Nicolas Prost          | e.dams-Renault  | 1 min 15 s 722 | + 0 s 314 | 3      |
| 4    | Sébastien Buemi        | e.dams-Renault  | 1 min 15 s 842 | + 0 s 434 | 4      |
| 5    | Jaime Alguersuari      | Virgin Racing   | 1 min 16 s 053 | + 0 s 645 | 5      |
| 6    | Lucas di Grassi        | Audi Sport ABT  | 1 min 16 s 108 | + 0 s 700 | 6      |
| 7    | Jarno Trulli           | Trulli          | 1 min 16 s 144 | + 0 s 736 | 7      |
| 8    | Bruno Senna            | Mahindra Racing | 1 min 16 s 211 | + 0 s 803 | 20     |
| 9    | Nick Heidfeld          | Venturi         | 1 min 16 s 225 | + 0 s 817 | 8      |
| 10   | Daniel Abt             | Audi Sport ABT  | 1 min 16 s 374 | + 0 s 966 | 9      |
| 11   | Karun Chandhok         | Mahindra Racing | 1 min 16 s 416 | + 1 s 008 | 10     |
| 12   | Oriol Servia           | Dragon Racing   | 1 min 16 s 811 | + 1 s 403 | 11     |
| 13   | António Félix da Costa | Amlin Aguri     | 1 min 16 s 865 | + 1 s 457 | 12     |
| 14   | Stéphane Sarrazin      | Venturi         | 1 min 17 s 025 | + 1 s 617 | 13     |
| 15   | Antonio García         | China Racing    | 1 min 17 s 653 | + 2 s 245 | 14     |
| 16   | Salvador Duran         | Amlin Aguri     | 1 min 17 s 810 | + 2 s 402 | 15     |
| 17   | Michela Cerruti        | Trulli          | 1 min 20 s 206 | + 4 s 798 | 16     |
| 18   | Sam Bird               | Virgin Racing   | pas de temps   |           | 17     |
| 19   | Jérôme d'Ambrosio      | Dragon Racing   | pas de temps   |           | 18     |
| 20   | Matthew Brabham        | Andretti        | pas de temps   |           | 19     |

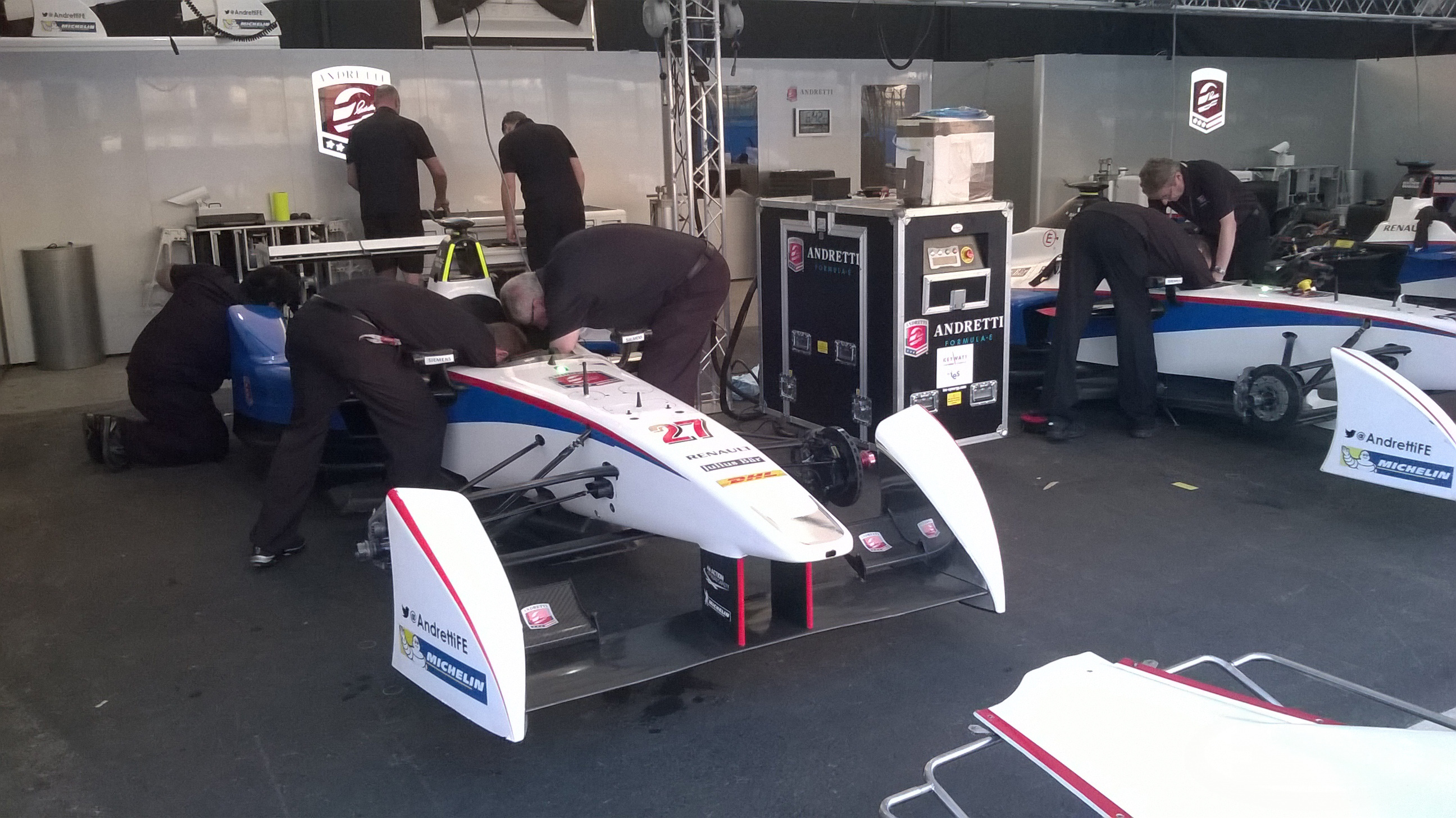
La monoplace de Jean-Éric Vergne (Andretti), auteur de la pole position pour son premier ePrix.

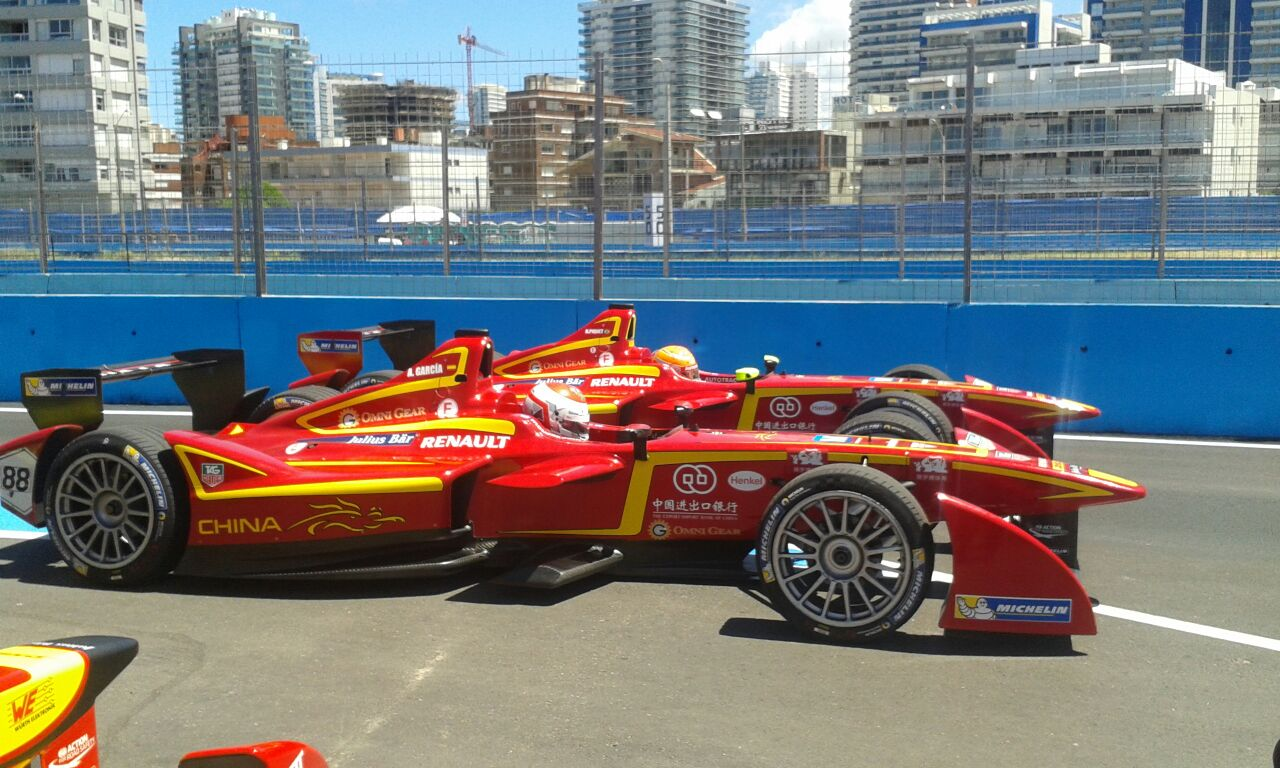
Nelsinho Piquet et Antonio García (China Racing) se qualifient en deuxième et quinzième position.

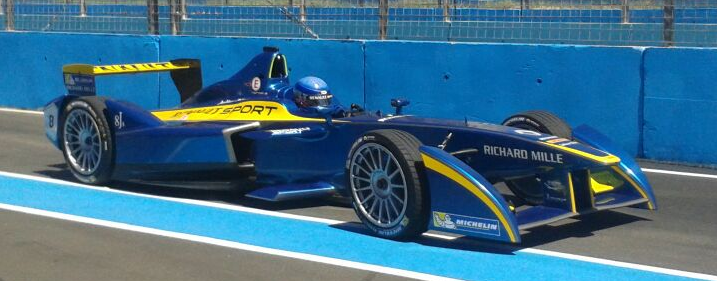
Nicolas Prost (e.dams-Renault) est troisième des qualifications.

- Bruno Senna est exclu des qualifications car sa monoplace a été modifiée après cette séance.

## Course

### Classement
| Pos. | no | Pilote                 | Écurie          | Tours | Temps/Abandon   | Grille | Points |
| ---- | -- | ---------------------- | --------------- | ----- | --------------- | ------ | ------ |
| 1    | 9  | Sébastien Buemi        | e.dams-Renault  | 31    | 49 min 08 s 990 | 4      | 25     |
| 2    | 99 | Nelsinho Piquet        | China Racing    | 31    | + 0 s 732       | 2      | 18     |
| 3    | 11 | Lucas di Grassi        | Audi Sport ABT  | 31    | + 2 s 635       | 6      | 15     |
| 4    | 10 | Jarno Trulli           | Trulli          | 31    | + 4 s 163       | 7      | 12     |
| 5    | 3  | Jaime Alguersuari      | Virgin Racing   | 31    | + 4 s 698       | 5      | 10     |
| 6    | 21 | Bruno Senna            | Mahindra Racing | 31    | + 5 s 197       | 20     | 8      |
| 7    | 8  | Nicolas Prost          | e.dams-Renault  | 31    | + 6 s 514       | 3      | 6      |
| 8    | 7  | Jérôme d'Ambrosio      | Dragon Racing   | 31    | + 7 s 567       | 17     | 4      |
| 9    | 6  | Oriol Servià           | Dragon Racing   | 31    | + 8 s 646       | 11     | 2      |
| 10   | 23 | Nick Heidfeld          | Venturi         | 31    | + 10 s 563      | 8      | 1      |
| 11   | 88 | Antonio García         | China Racing    | 31    | + 10 s 594      | 14     |        |
| 12   | 18 | Michela Cerruti        | Trulli          | 31    | + 19 s 617      | 16     |        |
| 13   | 5  | Karun Chandhok         | Mahindra Racing | 31    | + 54 s 175      | 10     |        |
| 14   | 27 | Jean-Éric Vergne       | Andretti        | 29    | + 2 tours       | 1      | 3      |
| 15   | 66 | Daniel Abt             | Audi Sport ABT  | 28    | + 3 tours       | 9      | 2      |
| 16   | 77 | Salvador Durán         | Amlin Aguri     | 27    | + 4 tours       | 15     |        |
| Abd. | 28 | Matthew Brabham        | Andretti        | 26    | Suspension      | 19     |        |
| Abd. | 30 | Stéphane Sarrazin      | Venturi         | 15    | Suspension      | 13     |        |
| Abd. | 55 | António Félix da Costa | Amlin Aguri     | 6     | Mécanique       | 12     |        |
| Abd. | 3  | Sam Bird               | Virgin Racing   | 3     | Accident        | 18     |        |

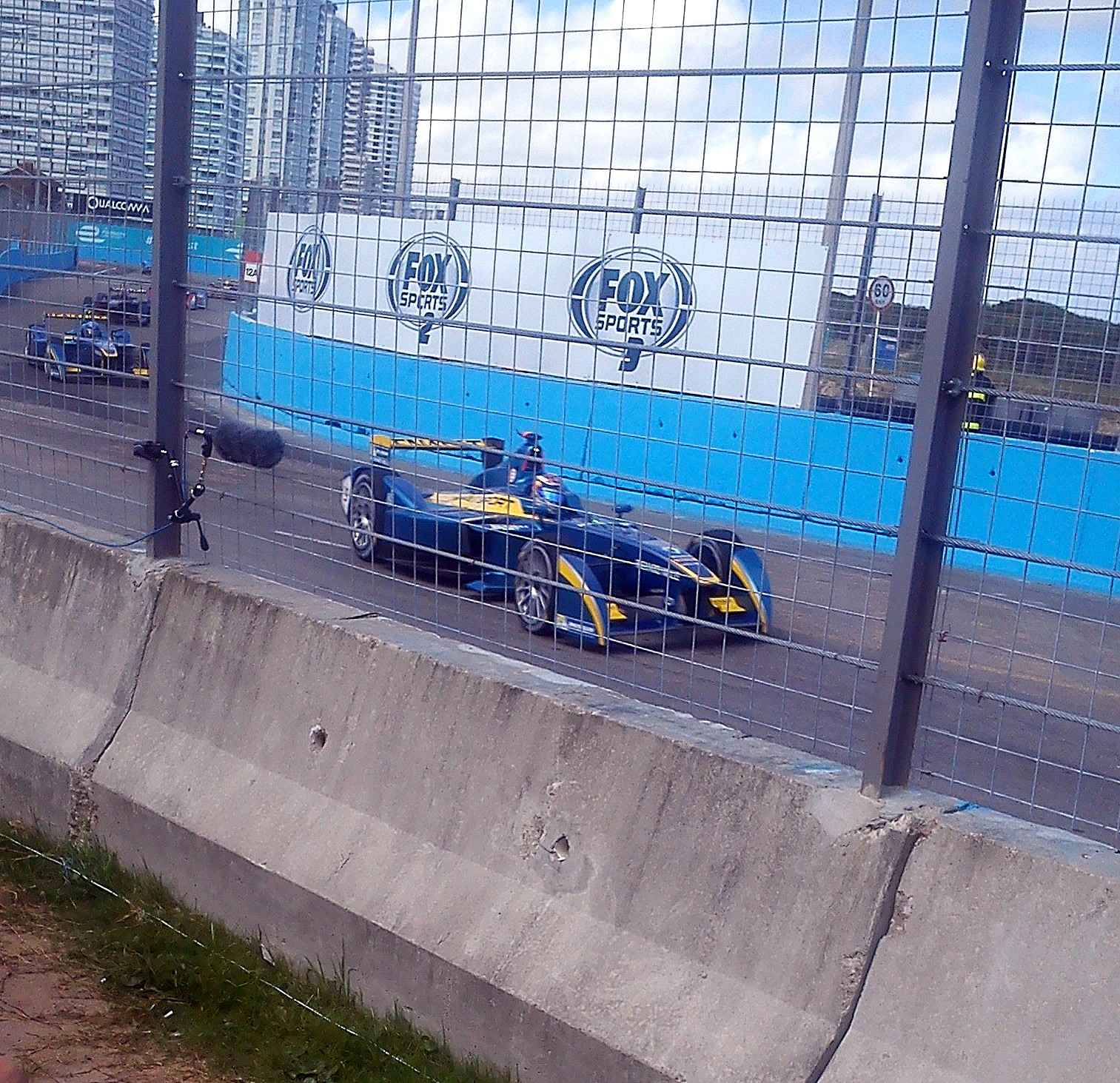
Sébastien Buemi remporte son premier ePrix à Punta del Este.

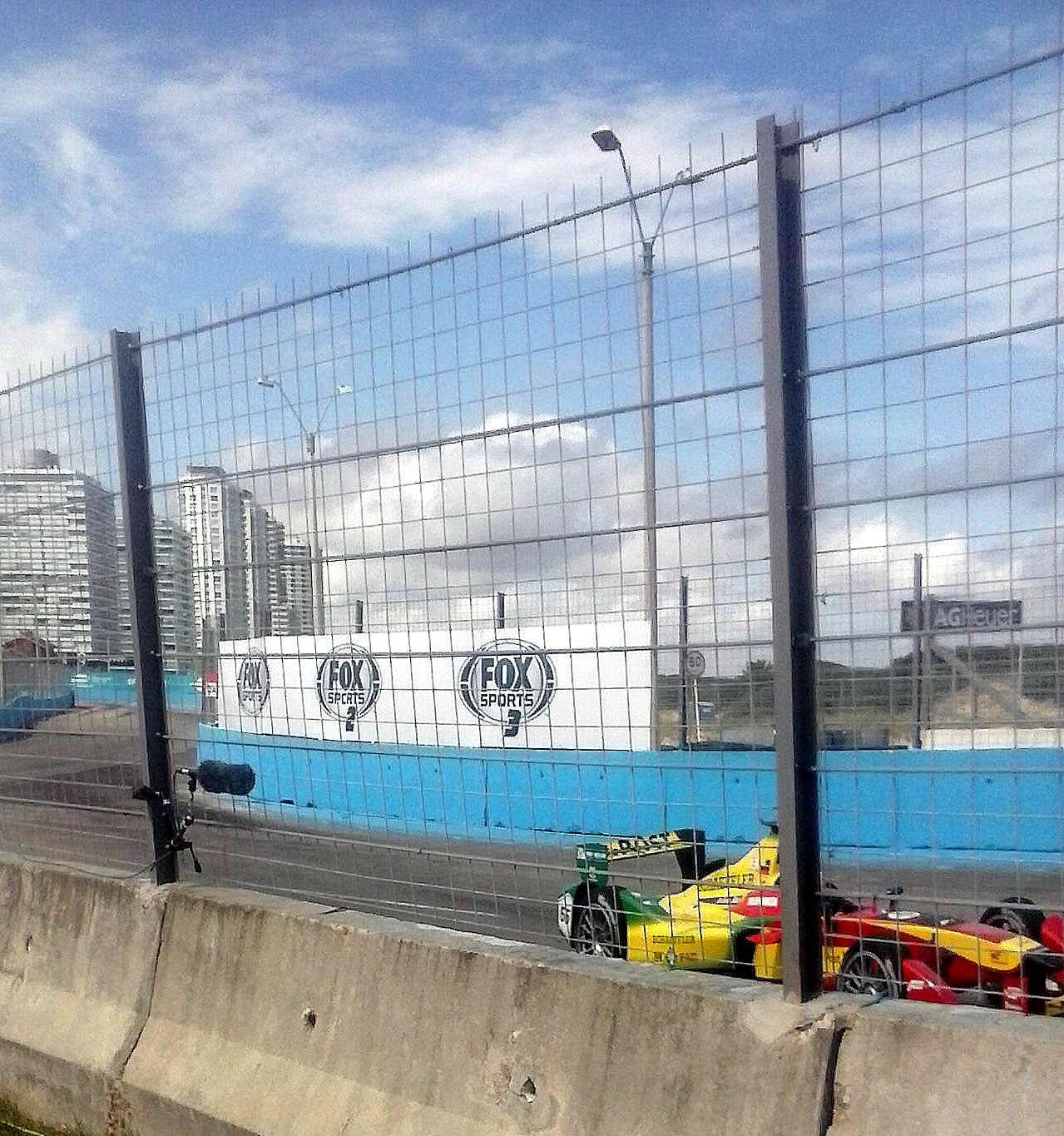
Daniel Abt, l'auteur du meilleur tour en course.

- Nick Heidfeld, Jean-Éric Vergne et Salvador Durán ont été désignés par un vote en ligne pour obtenir le fanboost, qui leur permet de bénéficier de 25 kW supplémentaires pendant cinq secondes lors de la course[5].

### Pole position et record du tour
La pole position et le meilleur tour en course rapportent respectivement 3 points et 2 points.
- Pole position :  Jean-Éric Vergne (e.dams-Renault) en 1 min 15 s 408.
- Meilleur tour en course :  Daniel Abt (Audi Sport ABT) en 1 min 18 s 451 au 22e tour.

### Tours en tête
- Nelsinho Piquet (China Racing) : 12 tours (1-12)
- Jean-Éric Vergne (Andretti) : 2 tours (13-14)
- Sébastien Buemi (e.dams-Renault) : 14 tours (15-16 ; 20-31)
- Nick Heidfeld (Venturi) : 3 tours (17-19)

## Classements généraux à l'issue de la course
| Pos. | Pilote                 | Points |
| ---- | ---------------------- | ------ |
| 1    | Lucas di Grassi        | 58     |
| 2    | Sébastien Buemi        | 40     |
| 3    | Sam Bird               | 40     |
| 4    | Nicolas Prost          | 24     |
| 5    | Nelsinho Piquet        | 22     |
| 6    | Jérôme d'Ambrosio      | 22     |
| 7    | Franck Montagny        | 18     |
| 8    | Karun Chandhok         | 18     |
| 9    | Jaime Alguersuari      | 14     |
| 10   | Oriol Servià           | 14     |
| 11   | Jarno Trulli           | 12     |
| 12   | Charles Pic            | 12     |
| 13   | Bruno Senna            | 8      |
| 14   | António Félix da Costa | 4      |
| 15   | Daniel Abt             | 4      |
| 16   | Jean-Éric Vergne       | 3      |
| 17   | Stéphane Sarrazin      | 2      |
| 18   | Takuma Satō            | 2      |
| 19   | Nick Heidfeld          | 1      |

| Pos. | Écurie                 | Points |
| ---- | ---------------------- | ------ |
| 1    | e.dams-Renault         | 64     |
| 2    | Audi Sport ABT         | 62     |
| 3    | Virgin Racing          | 54     |
| 4    | Dragon Racing          | 35     |
| 5    | Andretti Autosport     | 33     |
| 6    | Mahindra Racing        | 26     |
| 7    | China Racing           | 22     |
| 8    | Trulli Formula E Team  | 12     |
| 9    | Amlin Aguri            | 6      |
| 10   | Venturi Formula E Team | 3      |